# Краснодарська операція
Краснодарська операція — фронтова наступальна операція радянських військ на південному фланзі німецько-радянського фронту в ході битви за Кавказ. Військова операція проводилася силами Північно-Кавказького фронту за сприянням Чорноморського флоту з метою розгрому німецьких військ на Кубані в період з 9 лютого по 24 травня 1943 року.

## Передумови проведення операції
В результаті успішного наступу радянських військ взимку 1943 року на південно-західному напрямку та на Кавказі, головні сили німецької групи армії «A» були відрізані від основних сил Вермахту на півдні Радянського Союзу та притиснуті до Азовського моря. На величезному плацдармі на Кубані опинилися війська 17-ї польової та частки сил 1-ї танкової армій німецьких військ (всього 17 дивізій, близько 500 000 військових). Остаточний розгром угруповання Ставка ВГК поклала на війська Північно-Кавказького фронту під командуванням генерал-полковника І. І. Масленникова, у складі 58-ї, 9-ї, 37-ї, 46-ї загальновійськових армій, Чорноморської групи військ генерал-лейтенанта І. Ю. Петрова (18-та, 56-та та 47-ма армії) та 4-ї і 5-ї повітряних армій. На період проведення операції фронту оперативно підпорядковувався Чорноморський флот віце-адмірала П. С. Октябрського.
Замисел операції полягав у тому, щоб концентричними ударами з півночі, сходу та півдня оточити і знищити краснодарське угруповання німецьких військ, не допустивши її відходу в Крим. Головний удар силами двох армій (58-ї і 9-ї) завдавався з рубежу Бриньковська, Брюховецька в загальному напрямку на Слов'янську і Варениківську. Авіаційна підтримка була покладена на 4-ту і 5-ту повітряні армії.
47-ма армія отримала завдання розгромити угруповання противника в районі Новоросійська. У передбаченні можливої евакуації німецьких військ у Крим Ставка ВГК наказала Чорноморському флоту встановити блокаду Керченського півострову і прибережної зони від Анапи до Феодосії.

## Хід операції
9 лютого після короткої артилерійської підготовки війська Північно-Кавказького фронту перейшли в наступ. Наступ проводився у дуже складних умовах весняного бездоріжжя. Через непридатність доріг артилерія і обози відставали від військ. Найбільшого успіху в перші дні добилася 37-ма армія, якій вдалося зламати оборону противника і створити загрозу його військам під Краснодаром з північного сходу. 12 лютого війська 18-ї та 46-ї армій за сприянням партизан звільнили Краснодар. Противник почав відведення військ на Таманський півострів.
По-іншому розвивалися події на правому крилі фронту, де з'єднання 58-ї армії опинилися затиснутими противником в плавнях і зазнали значних втрат. Одночасно війська Вермахту завдали низку контрударів, за підтримки авіації по військах 9-ї та 58-ї армій.
У 2-й половині лютого опір противника різко зріс; одночасно почалася евакуація в Крим його тилових частин і установ. Сили Чорноморського флоту і авіація Північно-Кавказького фронту завдавала удари по ворожих кораблях і судах, однак повністю паралізувати морські комунікації німецьких військ не вдалося. 22 лютого Ставка ВГК наказала Північно-Кавказькому фронту вийти на шляхи відходу основних сил 17-ї німецької армії, оточити і знищити їх.
23 лютого війська фронту відновили наступ. Однак запеклі бої в районах станиць Слов'янська, Абінська і Кримська бажаного результату не принесли.
28 лютого — 4 березня війська 17-ї німецької армії за підтримки авіації провели сильні контратаки, особливо в смузі 58-ї армії. Однак удари 37-ї і 9-ї армій змусили ворога в ніч на 9 березня почати відхід на підготовлений рубіж оборони. В ході переслідування відступаючого противника радянські війська оволоділи важливими вузлами оборони і до середини березня вийшли до нового оборонного рубежу німецьких військ в 60-70 км на захід Краснодара, але прорвати його не змогли.
16 березня війська Північно-Кавказького фронту перейшли до оборони і почали підготовку нової наступальної операції з метою розгрому противника на Таманському півострові. В результаті Краснодарської операції радянські війська завдали ворогові значних втрат, звільнили Краснодар і сотні населених пунктів Кубані, однак головної мети — повного звільнення Кубані, не досягли.